# Meridià 54 a l'oest
El meridià 54 a l'oest de Greenwich és una línia de longitud que s'estén des del pol Nord travessant l'oceà Àrtic, Groenlàndia, Amèrica del Sud, l'oceà Atlàntic, l'oceà Antàrtic, i l'Antàrtida fins al pol Sud.
El meridià 54 a l'oest forma un cercle màxim amb el meridià 126 a l'est. Com tots els altres meridians, la seva longitud correspon a una semicircumferència terrestre, uns 20.003,932 km. Al nivell de l'Equador, és a una distància del meridià de Greenwich de 6.011 km.

## De Pol a Pol
Començant en el pol Nord i dirigint-se cap al pol Sud, aquest meridià travessa:
| Coordenades                             | País, territori o mar  | Notes |
| --------------------------------------- | ---------------------- | --- |
| 90° 0′ N, 54° 0′ O / 90.000°N,54.000°O  | Oceà Àrtic             | |
| 83° 37′ N, 54° 0′ O / 83.617°N,54.000°O | Mar de Lincoln         | |
| 82° 16′ N, 54° 0′ O / 82.267°N,54.000°O | Groenlàndia            | |
| 71° 26′ N, 54° 0′ O / 71.433°N,54.000°O | Badia de Baffin        | Passa a l'oest de l'illa Illorsuit, Groenlàndia (a 71° 8′ N, 54° 0′ O / 71.133°N,54.000°O) |
| 70° 49′ N, 54° 0′ O / 70.817°N,54.000°O | Groenlàndia            | Península de Nuussuaq |
| 70° 24′ N, 54° 0′ O / 70.400°N,54.000°O | Estret de Sullorsuaq   | |
| 70° 17′ N, 54° 0′ O / 70.283°N,54.000°O | Groenlàndia            | Illa de Disko |
| 69° 34′ N, 54° 0′ O / 69.567°N,54.000°O | Estret de Davis        | Passa a l'oest del continent de Groenlàndia (a 67° 5′ N, 54° 0′ O / 67.083°N,54.000°O) |
| 60° 0′ N, 54° 0′ O / 60.000°N,54.000°O  | Oceà Atlàntic          | Mar de Labrador · Una part sense nom de l'oceà — Pasa a l'est de illa de Fogo, Terranova i Labrador, Canadà (at 49° 39′ N, 54° 0′ O / 49.650°N,54.000°O)                                                                                         |
| 49° 27′ N, 54° 0′ O / 49.450°N,54.000°O | Canadà                 | Terranova i Labrador — illa de Terranova |
| 47° 45′ N, 54° 0′ O / 47.750°N,54.000°O | Badia de Placentia     | |
| 47° 19′ N, 54° 0′ O / 47.317°N,54.000°O | Canadà                 | Terranova i Labrador — península d'Avalon a l'illa de Terranova |
| 46° 50′ N, 54° 0′ O / 46.833°N,54.000°O | Oceà Atlàntic          | |
| 5° 46′ N, 54° 0′ O / 5.767°N,54.000°O   | Surinam                | Per uns 10 km a l'estrem nord-est del país |
| 5° 40′ N, 54° 0′ O / 5.667°N,54.000°O   | França                 | Guaiana Francesa |
| 3° 39′ N, 54° 0′ O / 3.650°N,54.000°O   | Surinam                | Per uns 13 km |
| 3° 33′ N, 54° 0′ O / 3.550°N,54.000°O   | França                 | Guaiana Francesa — passa per territori reclamat per Surinam |
| 2° 13′ N, 54° 0′ O / 2.217°N,54.000°O   | Brasil                 | Amapá Pará — des de 1° 32′ N, 54° 0′ O / 1.533°N,54.000°O Mato Grosso — des de 9° 37′ S, 54° 0′ O / 9.617°S,54.000°O Mato Grosso do Sul — des de 17° 29′ S, 54° 0′ O / 17.483°S,54.000°O Paraná — des de 23° 29′ N, 54° 0′ O / 23.483°N,54.000°O |
| 25° 34′ S, 54° 0′ O / 25.567°S,54.000°O | Argentina              | |
| 27° 12′ S, 54° 0′ O / 27.200°S,54.000°O | Brasil                 | Rio Grande do Sul |
| 31° 55′ S, 54° 0′ O / 31.917°S,54.000°O | Uruguai                | |
| 34° 31′ S, 54° 0′ O / 34.517°S,54.000°O | Oceà Atlàntic          | |
| 60° 0′ S, 54° 0′ O / 60.000°S,54.000°O  | Oceà Antàrtic          | |
| 61° 5′ S, 54° 0′ O / 61.083°S,54.000°O  | Illes Shetland del Sud | Illa Clarence — reclamat per Argentina, Xile i Regne Unit |
| 61° 14′ S, 54° 0′ O / 61.233°S,54.000°O | Oceà Antàrtic          | |
| 76° 39′ S, 54° 0′ O / 76.650°S,54.000°O | Antàrtida              | Antàrtida Argentina, reclamat per Argentina · Territori Antàrtic Xilè, reclamat per Xile · Territori Antàrtic Britànic, reclamat per Regne Unit                                                                                                  |